# برایان بیتس (بازیکن فوتبال)
برایان بیتس (انگلیسی: Brian Bates؛ زادهٔ ۴ دسامبر ۱۹۴۴) بازیکن فوتبال است.
از باشگاه‌هایی که در آن بازی کرده‌است می‌توان به باشگاه فوتبال منزفیلد تاون اشاره کرد.